# Liste des députés européens du Royaume-Uni de la 4e législature
Cet article présente la liste des députés européens élus au Royaume-Uni de la mandature 1994-1999, élus lors des élections européennes de 1994 au Royaume-Uni.

## Liste
| Nom                   | Liste                                  | Groupe au PE      | Circonscription                        |
| --------------------- | -------------------------------------- | ----------------- | -------------------------------------- |
| Gordon Adam           | Parti travailliste                     | PSE               | Northumbria                            |
| Richard Balfe         | Parti travailliste                     | PSE               | London South Inner                     |
| Roger Barton          | Parti travailliste                     | PSE               | Sheffield                              |
| Angela Billingham     | Parti travailliste                     | PSE               | Northamptonshire & Blaby               |
| David Bowe            | Parti travailliste                     | PSE               | Cleveland & Richmond                   |
| Bryan Cassidy         | Parti conservateur                     | PPE               | Dorset & East Devon                    |
| Giles Chichester      | Parti conservateur                     | PPE               | Devon & East Plymouth                  |
| Ken Coates            | Parti travailliste                     | PSE               | Nottinghamshire North & Chesterfield   |
| Kenneth Collins       | Parti travailliste                     | PSE               | Strathclyde East                       |
| John Corrie           | Parti conservateur                     | PPE               | Worcestershire & South Warwickshire    |
| Peter Crampton        | Parti travailliste                     | PSE               | Humberside                             |
| Christine Crawley     | Parti travailliste                     | PSE               | Birmingham East                        |
| Tony Cunningham       | Parti travailliste                     | PSE               | Cumbria & Lancashire North             |
| Wayne David           | Parti travailliste                     | PSE               | South Wales Central                    |
| Alan Donnelly         | Parti travailliste                     | PSE               | Tyne and Wear                          |
| Brendan Donnelly      | Parti conservateur(1994–1999)          | PPE               | Sussex South & Crawley                 |
| Brendan Donnelly      | Parti conservateur pro-européen(1999)  | PPE               | Sussex South & Crawley                 |
| James Elles           | Parti conservateur                     | PPE               | Buckinghamshire & Oxfordshire East     |
| Michael Elliott       | Parti travailliste                     | PSE               | London West                            |
| Robert Evans          | Parti travailliste                     | PSE               | London North West                      |
| Winnie Ewing          | Parti national écossais                | ARE               | Highlands and Islands                  |
| Alexander Falconer    | Parti travailliste                     | PSE               | Mid Scotland & Fife                    |
| Glyn Ford             | Parti travailliste                     | PSE               | Greater Manchester East                |
| Pauline Green         | Parti travailliste                     | PSE               | London North                           |
| David Hallam          | Parti travailliste                     | PSE               | Herefordshire & Shropshire             |
| Veronica Hardstaff    | Parti travailliste                     | PSE               | Lincolnshire & Humberside South        |
| Lyndon Harrison       | Parti travailliste                     | PSE               | Cheshire West & Wirral                 |
| Mark Hendrick         | Parti travailliste                     | PSE               | Lancashire Central                     |
| Michael Hindley       | Parti travailliste                     | PSE               | Lancashire South                       |
| Richard Howitt        | Parti travailliste                     | PSE               | Essex South                            |
| Stephen Hughes        | Parti travailliste                     | PSE               | Durham                                 |
| John Hume             | Parti social-démocrate et travailliste | PSE               | Northern Ireland                       |
| Caroline Jackson      | Parti conservateur                     | PPE               | Wiltshire North & Bath                 |
| Edward Kellett-Bowman | Parti conservateur                     | PPE               | Itchen, Test and Avon                  |
| Hugh Kerr             | Parti travailliste (1994-1997)         | PSE (1994-1997)   | Essex West & Hertfordshire East        |
| Hugh Kerr             | Parti socialiste écossais (1997-1999)  | Verts (1997-1999) | Essex West & Hertfordshire East        |
| Glenys Kinnock        | Parti travailliste                     | PSE               | South Wales East                       |
| Alfred Lomas          | Parti travailliste                     | PSE               | London North East                      |
| Allan Macartney       | Parti national écossais                | ARE               | North East Scotland                    |
| David Martin          | Parti travailliste                     | PSE               | Lothians                               |
| Graham Mather         | Parti conservateur                     | PPE               | Hampshire North & Oxford               |
| Arlene McCarthy       | Parti travailliste                     | PSE               | Peak District                          |
| Michael McGowan       | Parti travailliste                     | PSE               | Leeds                                  |
| Anne McIntosh         | Parti conservateur                     | PPE               | Essex North & Suffolk South            |
| Hugh McMahon          | Parti travailliste                     | PSE               | Strathclyde West                       |
| Edward McMillan-Scott | Parti conservateur                     | PPE               | North Yorkshire                        |
| Eryl McNally          | Parti travailliste                     | PSE               | Bedfordshire and Milton Keynes         |
| Thomas Megahy         | Parti travailliste                     | PSE               | Yorkshire South West                   |
| Bill Miller           | Parti travailliste                     | PSE               | Glasgow                                |
| James Moorhouse       | Parti conservateur (1994–1998)         | PPE               | London South & Surrey East             |
| James Moorhouse       | Libéraux-démocrates (1998-1999)        | ELDR (1998-1999)  | London South & Surrey East             |
| Eluned Morgan         | Parti travailliste                     | PSE               | Mid and West Wales                     |
| David Morris          | Parti travailliste                     | PSE               | South Wales West                       |
| Simon Murphy          | Parti travailliste                     | PSE               | Midlands West                          |
| Clive Needle          | Parti travailliste                     | PSE               | Norfolk                                |
| Stan Newens           | Parti travailliste                     | PSE               | London Central                         |
| Edward Newman         | Parti travailliste                     | PSE               | Greater Manchester Central             |
| Jim Nicholson         | Parti unioniste d'Ulster               | PPE (1994-1997)   | Northern Ireland                       |
| Jim Nicholson         | Parti unioniste d'Ulster               | I-EN (1997-1999)  | Northern Ireland                       |
| Christine Oddy        | Parti travailliste                     | PSE               | Coventry & North Warwickshire          |
| Ian Paisley           | Parti unioniste démocrate              | NI                | Northern Ireland                       |
| Roy Perry             | Parti conservateur                     | PPE               | Wight & Hampshire South                |
| Lord Plumb            | Parti conservateur                     | PPE               | The Cotswolds                          |
| Anita Pollack         | Parti travailliste                     | PSE               | London South West                      |
| James Provan          | Parti conservateur                     | PPE               | South Downs West                       |
| Imelda Read           | Parti travailliste                     | PSE               | Nottingham & Leicestershire North West |
| Barry Seal            | Parti travailliste                     | PSE               | Yorkshire West                         |
| Brian Simpson         | Parti travailliste                     | PSE               | Cheshire East                          |
| Peter Skinner         | Parti travailliste                     | PSE               | Kent West                              |
| Alex Smith            | Parti travailliste                     | PSE               | South Of Scotland                      |
| Tom Spencer           | Parti conservateur                     | PPE               | Surrey                                 |
| Shaun Spiers          | Parti travailliste                     | PSE               | London South East                      |
| John Stevens          | Parti conservateur(1994–1999)          | PPE               | Thames Valley                          |
| John Stevens          | Parti conservateur pro-européen(1999)  | PPE               | Thames Valley                          |
| Kenneth Stewart       | Parti travailliste                     | PSE               | Merseyside West                        |
| Jack Stewart-Clark    | Parti conservateur                     | PPE               | East Sussex & Kent South               |
| Robert Sturdy         | Parti conservateur                     | PPE               | Cambridgeshire                         |
| Michael Tappin        | Parti travailliste                     | PSE               | Staffordshire West & Congleton         |
| Robin Teverson        | Libéraux-démocrates                    | ELDR              | Cornwall & West Plymouth               |
| David Thomas          | Parti travailliste                     | PSE               | Suffolk & South West Norfolk           |
| Gary Titley           | Parti travailliste                     | PSE               | Greater Manchester West                |
| John Tomlinson        | Parti travailliste                     | PSE               | Birmingham West                        |
| Carole Tongue         | Parti travailliste                     | PSE               | London East                            |
| Peter Truscott        | Parti travailliste                     | PSE               | Hertfordshire                          |
| Susan Waddington      | Parti travailliste                     | PSE               | Leicester                              |
| Graham Watson         | Libéraux-démocrates                    | ELDR              | Somerset & North Devon                 |
| Mark Watts            | Parti travailliste                     | PSE               | Kent East                              |
| Norman West           | Parti travailliste                     | PSE               | Yorkshire South                        |
| Ian White             | Parti travailliste                     | PSE               | Bristol                                |
| Phillip Whitehead     | Parti travailliste                     | PSE               | Staffordshire East & Derby             |
| Joe Wilson            | Parti travailliste                     | PSE               | North Wales                            |
| Terry Wynn            | Parti travailliste                     | PSE               | Merseyside East & Wigan                |